# Hanns Zischler
Hanns Zischler (Norimberga, 18 giugno 1947) è un attore tedesco.

## Filmografia parziale

### Cinema
- Estate in città (Summer in the City), regia di Wim Wenders (1970)
- Auf Biegen oder Brechen, regia di Hartmut Bitomsky (1976)
- Nel corso del tempo (Im Lauf der Zeit), regia di Wim Wenders (1976)
- Engel aus Eisen, regia di Thomas Brasch (1981)
- Francesco, regia di Liliana Cavani (1989)
- Germania nove zero (Allemagne année 90 neuf zéro), regia di Jean-Luc Godard (1991)
- Europa Europa, regia di Agnieszka Holland (1991)
- Il giardino di cemento (The Cement Garden), regia di Andrew Birkin (1993)
- Sunshine (A napfény íze), regia di István Szabó (1999)
- Paradiso - Sieben Tage mit sieben Frauen, regia di Rudolf Thome (2000)
- A torto o a ragione (Taking Sides), regia di István Szabó (2001)
- Il gioco di Ripley (Ripley's Game), regia di Liliana Cavani (2002)
- Amen., regia di Costa-Gavras (2002)
- Camminando sull'acqua (Lalekhet Al HaMayim), regia di Eytan Fox (2004)
- Munich, regia di Steven Spielberg (2005)
- Rommel, regia di Niki Stein (2012)
- Kreuzweg - Le stazioni della fede (Kreuzweg), regia di Dietrich Brüggemann (2014)
- Sils Maria (Clouds of Sils Maria), regia di Olivier Assayas (2014)
- Isola nera (Schwarze Insel), regia di Miguel Alexander (2021)
- Die Theorie von Allem, regia di Timm Kröger (2023)

### Televisione
- A viso coperto, regia di Gianfranco Albano (1985)
- La rivoluzione francese (La révolution française), regia di Robert Enrico Richard T. Heffron (1989)
- A cavallo della fortuna (Alles Glück dieser Erde) (1993-1994)
- Il clown, film TV pilota, regia di Hermann Joha (1996)
- Attenti a quei tre (Die Drei) (1996-1997)
- Babylon Berlin – serie TV, 5 episodi (2017)

## Doppiatori italiani
- Sergio Di Stefano in Francesco, Munich
- Bruno Alessandro in Europa Europa
- Guido De Salvi in Il giardino di cemento
- Marco Bonetti in A cavallo della fortuna
- Oliviero Dinelli in A torto o a ragione
- Gino La Monica in Amen.
- Bruno Slaviero in Camminando sull'acqua
- Sergio Di Giulio in Rommel
- Luca Biagini in Sils Maria
- Danilo Bruni in Isola nera